# Gare de Miyanoshita
La gare de Miyanoshita (宮ノ下駅, Miyanoshita-eki) est une gare ferroviaire à Miyanoshita (Hakone), dans la préfecture de Kanagawa au Japon.
Elle fut construite le 1er juin 1919 et comporte 2 quais latéraux, l'un pour la direction de Gōra, l'autre pour la direction de Hakone-Yumoto et Odawara.
La gare est située sur la ligne Hakone Tozan (Hakone Tozan Railway) à 12 km de son terminus, la gare d'Odawara.